# Iridopsis vidriadaria
Iridopsis vidriadaria är en fjärilsart som beskrevs av Charles Oberthür 1883. Iridopsis vidriadaria ingår i släktet Iridopsis och familjen mätare. Inga underarter finns listade i Catalogue of Life.